# Aleksandr Botjarov

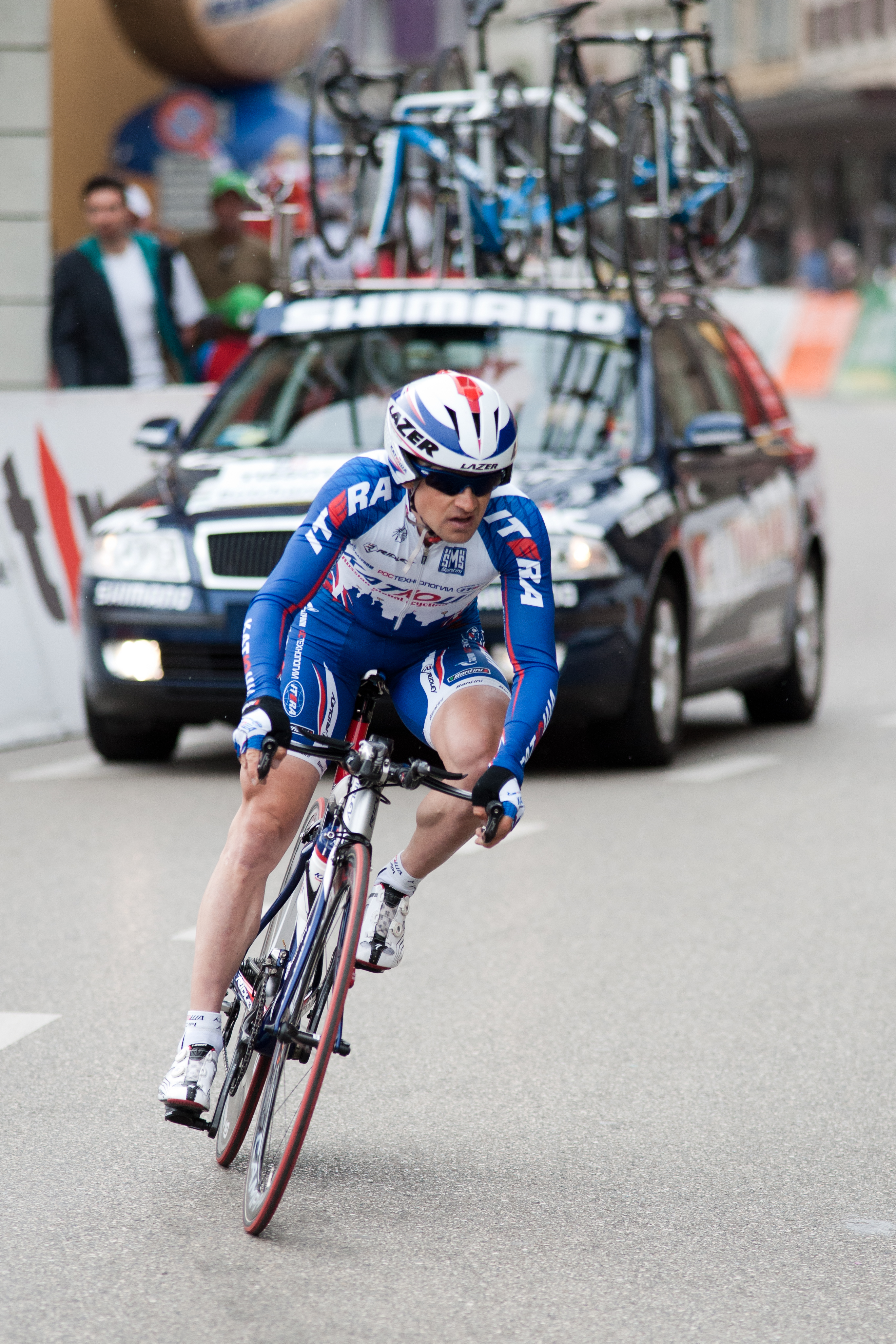
Aleksandr Botjarov under 2010 års Romandiet runt.

Aleksandr Botjarov (ryska: Александр Бочаров), född 26 februari 1975 i Irkutsk, är en rysk professionell tävlingscyklist som tävlar för Katusha Team.
Botjarov blev professionell med det franska stallet Besson Chaussures-Nippon Hodo 1999 och vann samma år den nionde etapp av Tour de l'Avenir. Året därpå fortsatte Botjarov till stallet Ag2r Prévoyance och tävlade med dem till och med 2003. Under sitt sista år med Ag2r Prévoyance slutade han trea på Paris–Nice andra etapp efter Davide Rebellin och Aleksandr Vinokurov. Under tidigare år med stallet slutade han tvåa på Tour Down Under och GP d'Ouverture 2002. 
När säsongen 2004 startade kontrakterades Botjarov av det franska stallet Crédit Agricole och han tävlade med dem fram till och med säsongens slut 2008 när stallet lades ned. Därefter blev han kontrakterad av det ryska stallet Team Katusha, som blev ett UCI ProTour-stall inför säsongen 2009.
Med sitt nya stall Crédit Agricole slutade Botjarov trea på Route du Suds tredje etapp 2004. Året därpå slutade han tvåa på etapp 4 av Route du Sud och trea på etapp 2 av Sachsen Tour.
Under säsongen 2006 vann Botjarov tillsammans med sitt stall Crédit Agricole lagtempoloppet på Tour Méditerranéen. Ryssen slutade tvåa i tävlingens sammanställning efter fransmannen Cyril Dessel. Botjarov slutade också trea på etapp 4 av tävlingen efter Dessel och italienaren Rinaldo Nocentini. Han blev också tvåa på etapp 2 av Critérium du Dauphiné Libéré efter Ivan Basso.
Nästa säsong slutade Botjarov tvåa på uppvisningsloppet Ronde d'Aix-en-Provence efter italienaren Alessandro Petacchi. Han slutade också tvåa på etapp 6 av Critérium du Dauphiné Libéré efter kazaken Maksim Iglinskij.
Botjarov vann Tour Méditerranéen 2008, under tävlingen vann han också den tredje etappen. Under säsongen slutade han tvåa på etapp 3 av Katalonien runt efter fransmannen Pierrick Fédrigo. Ryssen slutade också trea på Tour du Haut-Var efter italienarna Davide Rebellin och Rinaldo Nocentini. 
På Vuelta Ciclista a Burgos andra etapp under säsongen 2009 slutade Botjarov på fjärde plats bakom Joaquim Rodriguez, Ben Hermans och Alejandro Valverde Belmonte. Han slutade även trea på Tre Valli Varesine bakom italienarna Mauro Santambrogio och Francesco Masciarelli.
Botjarov vann etapp 3 av Tour du Limousin 2010 framför Romain Feillu och Julien Loubet. Under året slutade han också på fjärde plats på etapp 3 av Baskien runt.

## Meriter
1999
1:a, etapp 9, Tour de l'Avenir
2001
17:e, Tour de France
3:a, etapp 16
2002
2:a, Tour Down Under
2:a, GP d'Ouverture
2:a, etapp 14, Tour de France 2002
14:e, Midi Libre
15:e, Critérium du Dauphiné Libéré
30:e, Tour de France
2:a, etapp 14
2003
3:a, etapp 2, Paris–Nice
9:a, Classique des Alpes
2004
3:a, etapp 2, Route du Sud
8:a, Classique des Alpes
2005
2:a, etapp 4, Route du Sud
3:a, etapp 2, Sachsen Tour
2006
1:a, etapp 3, Tour Méditerranéen (lagtempo)
2:a, Tour Méditerranéen
3:a, etapp 4, Tour Méditerranéen
4:a, Clasica San Sebastian
6:a, etapp 9, Giro d'Italia 2006
6:a, Polen runt
4:a, etapp 7
8:a, världsmästerskapen
10:a, Critérium International
2:a, etapp 2
11:a, Tour de Suisse
2007
2:a, etapp 6, Critérium du Dauphiné Libéré
11:a, Paris–Nice
5:a, etapp 7
11:a, Criterium International
20:e, Baskien runt
2008
1:a,  Tour Méditerranéen
1:a, etapp 3
2:a, etapp 3, Katalonien runt
3:a, Tour du Haut-Var
2009
3:a, Tre Valli Varesine
2010
1:a, etapp 3, Tour du Limousin

## Stall
- Besson Chaussures-Nippon Hodo 1999
- Ag2r Prévoyance 2000–2003
- Crédit Agricole 2004–2008
- Team Katusha 2009–